# 依諾增爵十二世

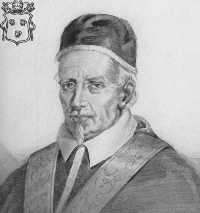
諾森十二世

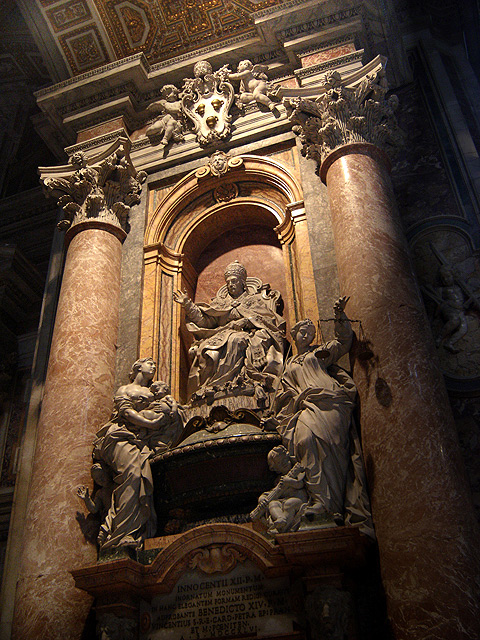
諾森十二世之墓

諾森十二世（拉丁語：Innocentius PP. XII；1615年3月13日—1700年9月27日）原名安多尼·皮尼亞泰利（Antonio Pignatelli），1691年7月12日當選教宗，同年7月15日即位至1700年9月27日。他是意大利人。

## 譯名列表
- 十二世：天主教香港教區禮儀委員會：禧年專頁 （页面存档备份，存于）作。
- 因特十二世：《世界人名翻譯大辭典》1993年版作因諾森特。
- 英十二世：《大英簡明百科知識庫》2005年版[永久]作英諾森。
- 十二世：香港天主教教區檔案　歷任教宗作。
- 十二世：天主教天津教区作。